# Day of the Painter

Day of the Painter est un film de court métrage américain réalisé par Robert P. Davis et sorti en 1960.
Il a été filmé dans le port de Mamaroneck, New York.

## Fiche technique
- Réalisation : Robert P. Davis
- Production :  Little Movies
- Musique : Eddy Lawrence Manson (harmonica)[1]
- Durée : 15 minutes

## Nominations et récompenses
- Oscar du meilleur court métrage en prises de vues réelles en 1961[2].